# Hamferð
A Hamferð feröeri doom metal zenekar. 2008-ban alakult az ország fővárosában, Tórshavn-ban. A "hamferð" szó feröeri nyelven a halott/eltűnt tengerészek epifániáját jelenti. Korábban a Tutl Recordsszal dolgoztak, majd 2017-ben szerződést kötöttek a Metal Blade Records-szal.

## Tagok
- Jón Aldará – ének (2008–)
- Eyðun í Geil Hvannastein – gitár (2020–)
- Theodor Kapnas – gitár (2009–)
- Esmar Joensen – billentyűk (2009–)
- Ísak Petersen – basszusgitár (2014-)
- Remi Kofoed Johannesen – dob (2008-)

### Korábbi tagok
- Tinna Tótudóttir – basszusgitár (2008–2011)
- Jenus Í Trøðini – basszusgitár (2011–2014)
- John Áki Egholm – gitár (2008–2020)

## Diszkográfia
- Vilst er síðsta fet (2010)
- Evst (2013)
- Támsins likam (2018)
- Ódn (EP, 2019)